# Yumari González
Yumari González Valdinieso (* 13. Juni 1979 in Santa Clara, Kuba) ist eine ehemalige kubanische Radsportlerin, die auf Bahn und Straße aktiv ist. Sie wurde Welt- und Panamerikameisterin.

## Sportliche Laufbahn
1997 machte Yumari González erstmals international auf sich aufmerksam mit einem zweiten Platz bei den Bahn-Weltmeisterschaften der Junioren in Kapstadt im Sprint. 2005, bei den Panamerikanischen Meisterschaften in Mar del Plata siegte sie im Sprint und belegte jeweils den dritten Platz im 500-m-Zeitfahren, im Punktefahren sowie im Straßenrennen. 2006, 2008 und 2012 konnte sie das Straßenrennen der Panamerikanischen Meisterschaften für sich entscheiden; 2007 das der Panamerikanischen Spiele.
2007 sowie 2009 wurde Yumari González Weltmeisterin im Scratch auf der Bahn; 2008 und 2010 wurde sie Vize-Weltmeisterin in dieser Disziplin. 2012 wurde sie panamerikanische Meisterin im Straßenrennen, und bei den Zentralamerika- und Karibikspielen 2014 errang sie gemeinsam mit ihren Teamkolleginnen Marlies Mejías, Arlenis Sierra und Yudelmis Dominguez die Goldmedaille in der Mannschaftsverfolgung. Im Straßenrennen wurde sie Vizemeisterin. Einen weiteren großen Erfolg hatte sie bei den panamerikanischen Meisterschaften 2015 mit dem dritten Platz im Straßenrennen. Im Jahr darauf wurde sie nationaler Meister im Einzelzeitfahren auf der Straße. Im selben Jahr beendete sie ihre Radsportlaufbahn.

## Erfolge

### Bahn
1997
- Junioren-Weltmeisterschaft – Sprint

2005
- Panamerikameisterin – Scratch
- Panamerikameisterschaft – Punktefahren, 500-Meter-Zeitfahren

2007
- Weltmeisterin – Scratch

2008
- Weltmeisterschaft – Scratch
- Bahnrad-Weltcup in Cali – Mannschaftsverfolgung (mit Dalila Rodriguez und Yudelmis Dominguez)

2009
- Weltmeisterin – Scratch
- Weltmeisterschaft – Punktefahren

2010
- Weltmeisterschaft – Scratch

2011
- Panamerikameisterschaft – Mannschaftsverfolgung (mit Dalila Rodriguez und Yudelmis Dominguez)

2014
- Zentralamerika- und Karibikspiele – Mannschaftsverfolgung (mit Marlies Mejías, Arlenis Sierra und Yudelmis Dominguez )

### Straße
2005
- Panamerikameisterschaft – Straßenrennen

2006
- Panamerikameisterin – Straßenrennen
- Zentralamerika- und Karibikspiele – Straßenrennen

2007
- Panamerikameisterin – Straßenrennen

2008
- Panamerikameisterin – Straßenrennen
- Kubanische Meisterin – Straßenrennen

2011
- Panamerikameisterschaft – Straßenrennen

2012
- Panamerikameisterin – Straßenrennen
- Kubanische Meisterin – Straßenrennen

2014
- Zentralamerika- und Karibikspiele – Straßenrennen

2015
- Panamerikameisterschaft – Straßenrennen

2016
- Kubanische Meisterin – Einzelzeitfahren